# Germain Le Mannier
Germain Le Mannier, appelé aussi Germain Musnier, est un peintre et dessinateur français actif entre 1537 et 1560 dans l'entourage royal.

## Biographie
D'origine et de formation inconnue, il apparaît pour la première fois, sous le nom erroné de Musnier, comme peintre travaillant pour le roi à la décoration de son château de Fontainebleau entre 1537 et 1540. En compagnie de son frère Eloy, il participe notamment à la décoration des huisseries et des boiseries du cabinet du roi.
En janvier 1547, Henri II le nomme peintre de son fils, le futur François II et de ses autres enfants. Ces derniers étant élevés dans des résidences éloignées de leurs parents, ces derniers souhaitent en effet obtenir régulièrement des portraits crayonnés de leurs enfants. Cela leur permet de connaître leur état de santé de manière précise. Le peintre était parfois chargé d'apporter ces portraits directement aux souverains. Plusieurs séries de portraits sont réalisés entre 1547 et 1555 d'après les archives de la reine Catherine de Médicis mais seuls cinq portraits nous sont parvenus. Il est sans doute nommé pour ses services à la charge d'huissier puis de valet de chambre du dauphin François. En 1548, il est chargé par Philibert Delorme d'inspecter les travaux de la chapelle du château de Saint-Germain-en-Laye. En 1559, François Clouet le remplace à cette charge de peintre de François II. Il est encore pensionné par le roi cette même année et décède sans doute l'année suivante.
Sans doute très apprécié du roi et de la reine, il bénéficie de plusieurs cadeaux de leur part : vêtements et musiciens pendant son mariage en 1551 puis un cheval. Dans ses tâches qui lui sont attribuées à la cour par ailleurs, il est chargé de la décoration des réceptions, la réalisation de décors, de masques et de costumes.

## Œuvres attribuées

### Peintures

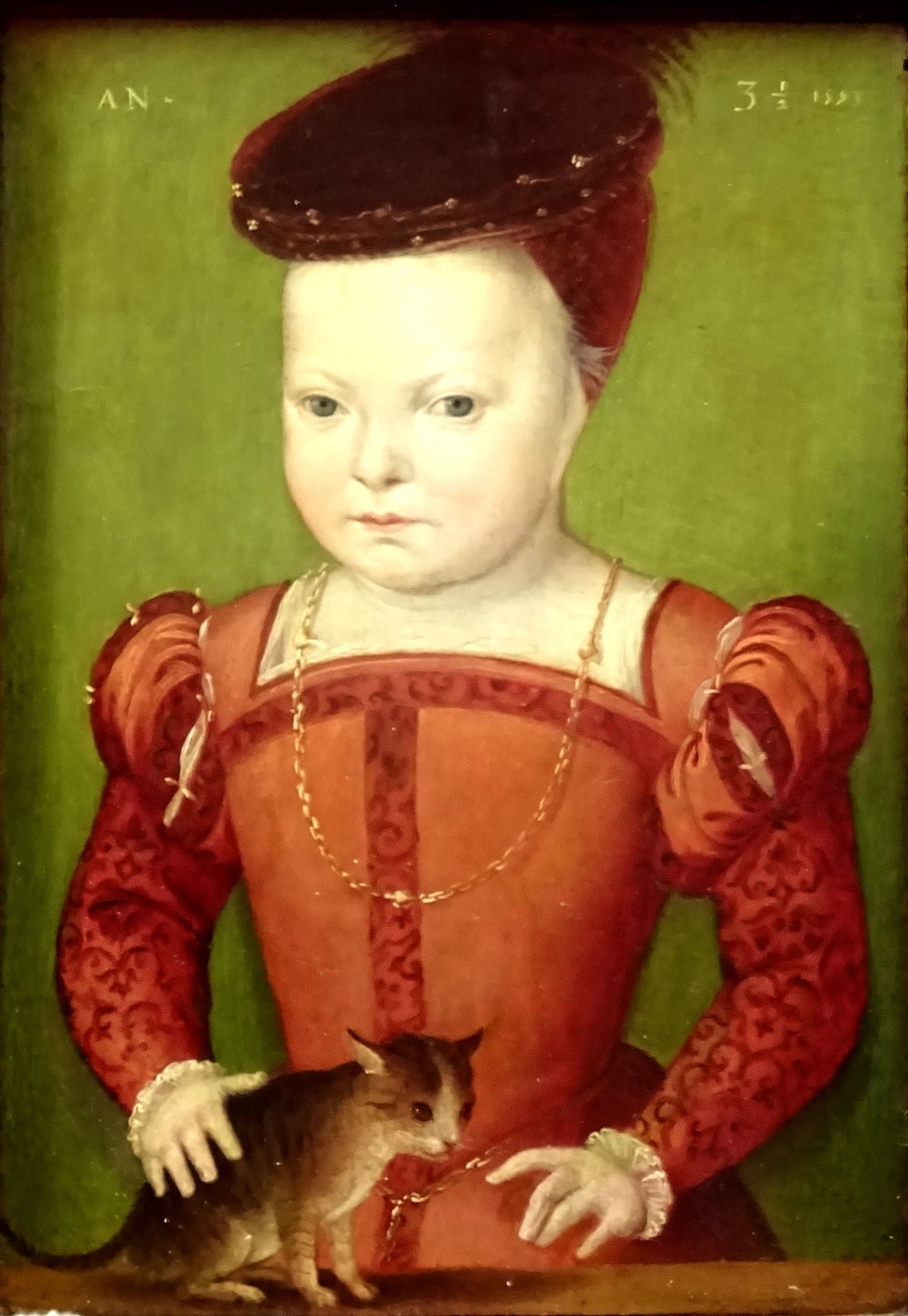
Portrait de Charles IX à trois ans et demi jouant avec un chat.

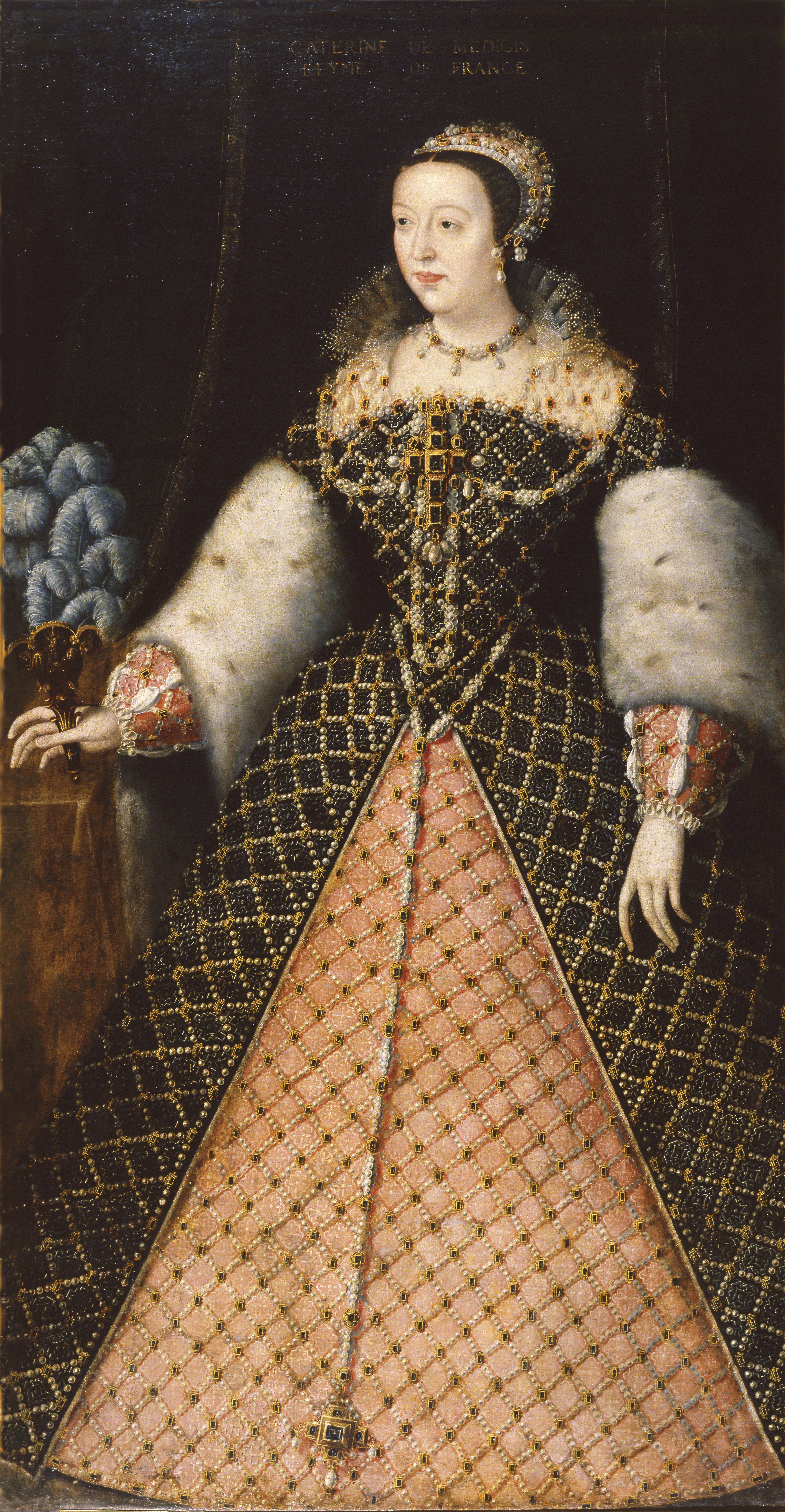
Portrait de Catherine de Médicis, Palais Pitti, galerie Palatine

- Portrait de Charles IX à trois ans jouant avec un chat, huile sur bois, 1553, musée Condé, Chantilly[2]
- Portrait de Catherine de Médicis, huile sur toile, Palais Pitti, galerie Palatine[3]

### Dessins
- Scipion assis, un pied sur le globe, tenant une victoire, cabinet des arts graphiques, musée du Louvre[4]
- Charles IX enfant, pierre noire sur papier, 1552, musée Condé, Chantilly[5]
- Marie Stuart enfant, pierre noir et sanguine sur papier, 1552, musée Condé[6]
- François II enfant pierre noir et sanguine sur papier, 1552, musée Condé[7]
- Portrait de Claude de France, vers 1557 ?, Pierre noire, sanguine, craie de couleur, 34,7 x 26,5 cm, Bibliothèque nationale de France
- Portrait du duc d'Angoulême, futur Henri III, Papier, pierre noire, sanguine, craie de couleur, vers 1555, BNF